# Atalaia (Lourinhã)
Atalaia é uma pequena aldeia portuguesa do município da Lourinhã que foi sede da extinta Freguesia de Atalaia, freguesia que tinha 7,45 km² de área e 1 858 habitantes (2011), e, por isso, uma densidade populacional de 249,4 hab./km².
A Freguesia de Atalaia foi criada por desanexação de território da Freguesia da Lourinhã a 4 de outubro de 1985, mas em 2013 foi extinta sendo novamente agregada à Freguesia da Lourinhã dando origem à União das Freguesias de Lourinhã e Atalaia.
A Freguesia de Atalaia fazia fronteira com a Freguesia de Lourinhã a norte e a leste, com a Freguesia de Santa Bárbara a sudeste, com a Freguesia de Ribamar a sul e com o Oceano Atlântico a Oeste.

## População
| População da freguesia da Atalaia | População da freguesia da Atalaia | População da freguesia da Atalaia | População da freguesia da Atalaia | População da freguesia da Atalaia | População da freguesia da Atalaia | População da freguesia da Atalaia | População da freguesia da Atalaia | População da freguesia da Atalaia | População da freguesia da Atalaia | População da freguesia da Atalaia | População da freguesia da Atalaia | População da freguesia da Atalaia | População da freguesia da Atalaia | População da freguesia da Atalaia |
| --------------------------------- | --------------------------------- | --------------------------------- | --------------------------------- | --------------------------------- | --------------------------------- | --------------------------------- | --------------------------------- | --------------------------------- | --------------------------------- | --------------------------------- | --------------------------------- | --------------------------------- | --------------------------------- | --------------------------------- |
| 1864                              | 1878                              | 1890                              | 1900                              | 1911                              | 1920                              | 1930                              | 1940                              | 1950                              | 1960                              | 1970                              | 1981                              | 1991                              | 2001                              | 2011                              |
|                                   |                                   |                                   |                                   |                                   |                                   |                                   |                                   |                                   |                                   |                                   |                                   | 1 498                             | 1 555                             | 1 858                             |

Criada pela Lei n.º 101/85  ,  de 4 de Outubro, com lugares desanexados da freguesia de Lourinhã

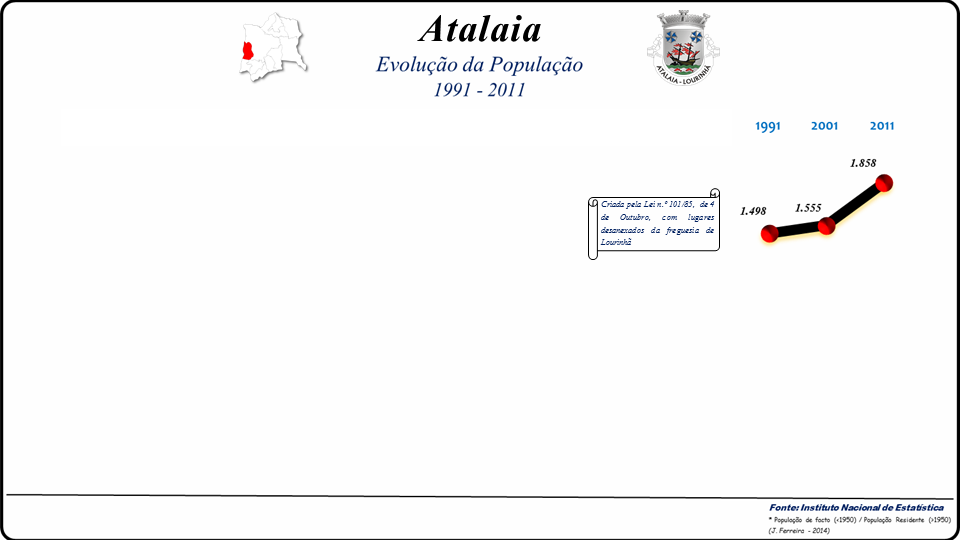
Evolução da População 1864 / 2011

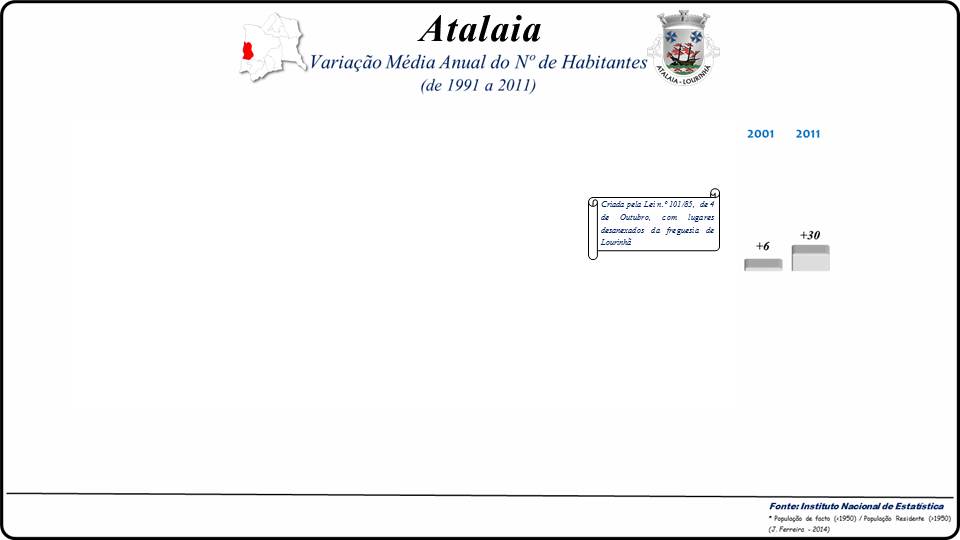
Variação da População 1864 / 2011

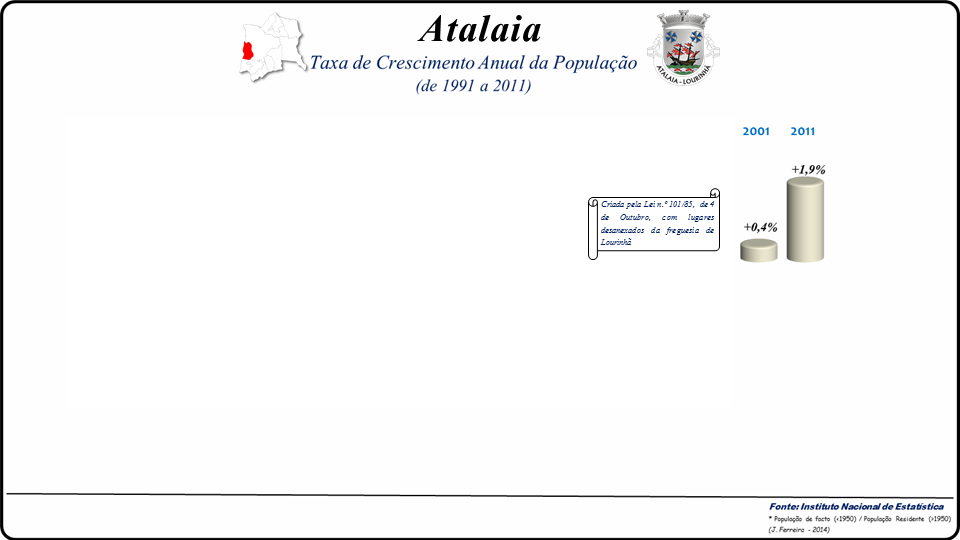
Variação da População 1864 / 2011

; 
;
;

## Eventos Culturais
Decorrem, durante o primeiro fim-de-semana do mês de Setembro, as festas em homenagem a Nossa Senhora da Guia, organizadas pela população. É ainda celebrada, em Agosto, a festa do marisco.

## Praias
- Praia de Porto das Barcas
- Praia da Peralta